# Tuve-Säve (stadsdelsnämndsområde)
Tuve-Säve var ett stadsdelsnämndsområde i Göteborgs kommun under åren 1989–2010, vilket den 1 januari 2011 gick upp i stadsdelsnämndsområdet Norra Hisingen.
Tuve-Säve stadsdelsnämndsområde omfattade primärområdena 405 Tuve och 406 Säve.
Nyckeltalen redovisar statistik som beskriver Göteborg och dess 96 delområden, primärområden, per den 31 december och kan användas för att jämföra de olika områdena. Nedan redovisas uppgifter för primärområdet och jämförelse görs mot uppgifterna för hela kommunen.
|                                     | Tuve-Säve  | Hela Göteborg |
| ----------------------------------- | ---------- | ------------- |
| Folkmängd                           | 11 022     | 500 181       |
| Andel födda i utlandet              | 17,8 %     | 21,4 %        |
| Medelinkomst                        | 245 200 kr | 235 100 kr    |
| Andel familjer med försörjningsstöd | 4,2 %      | 6,3 %         |
| Arbetslöshet                        | 2,1 %      | 3,0 %         |
| Andel bostäder byggda 1971–1980     | 30,2 %     |               |
| Andel bostäder i allmännyttan       | 17,7 %     | 27,7 %        |

| Befolkningsutvecklingen i stadsdelsnämndsområdet 1990–2008 | Befolkningsutvecklingen i stadsdelsnämndsområdet 1990–2008 | Befolkningsutvecklingen i stadsdelsnämndsområdet 1990–2008 | Befolkningsutvecklingen i stadsdelsnämndsområdet 1990–2008 | Befolkningsutvecklingen i stadsdelsnämndsområdet 1990–2008 |
| ---------------------------------------------------------- | ---------------------------------------------------------- | ---------------------------------------------------------- | ---------------------------------------------------------- | ---------------------------------------------------------- |
|                                                            |                                                            |                                                            |                                                            |                                                            |
| År                                                         |                                                            |                                                            | Invånare                                                   |                                                            |
| 1990                                                       | 1990                                                       |                                                            | 10 822                                                     | 10 822                                                     |
| 1995                                                       | 1995                                                       |                                                            | 10 957                                                     | 10 957                                                     |
| 2000                                                       | 2000                                                       |                                                            | 10 908                                                     | 10 908                                                     |
| 2005                                                       | 2005                                                       |                                                            | 10 888                                                     | 10 888                                                     |
| 2006                                                       | 2006                                                       |                                                            | 10 876                                                     | 10 876                                                     |
| 2007                                                       | 2007                                                       |                                                            | 10 982                                                     | 10 982                                                     |
| 2008                                                       | 2008                                                       |                                                            | 11 022                                                     | 11 022                                                     |
| Källa: Statistisk Årsbok Göteborg 2010                     |                                                            |                                                            |                                                            |                                                            |